# 圣马特奥站
圣马特奥站（英語：San Mateo station）位于美国加利福尼亚州圣马特奥，是加州列车（Caltrain）的车站之一。该站为旧金山、圣马刁县和圣克拉拉县的通勤者提供服务。